# Cultura nel ragusano

## Miti nel territorio ragusano

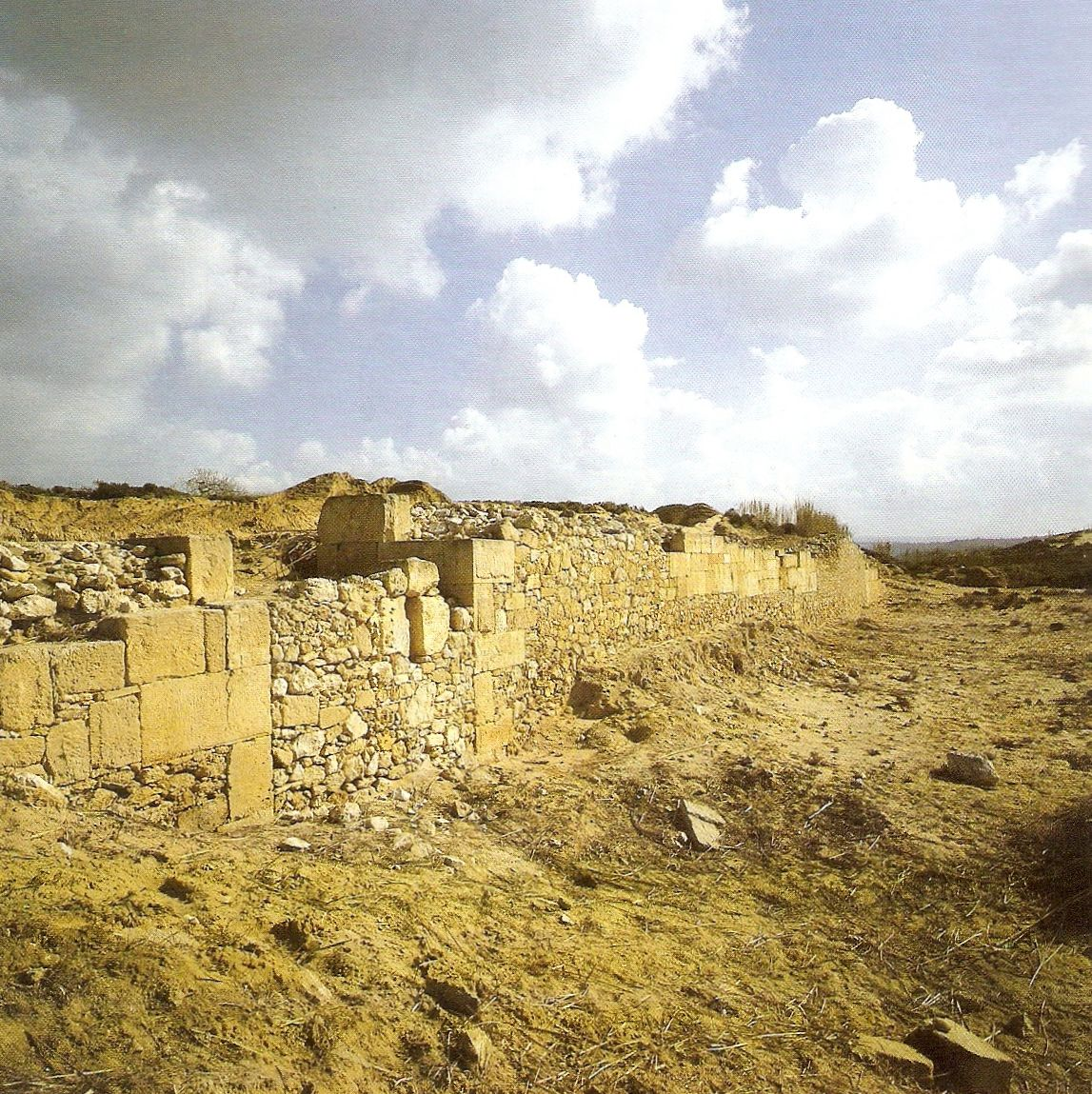
Fortificazione meridionale di Kamarina, periodo arcaico

Secondo il grande poeta Omero, il popolo dei Feaci abitava la parte meridionale della Sicilia a causa delle guerre contro i ciclopi che invece abitavano nella costa del nord-est siciliano. Gli storici Vibio Sequestro e Eustazio affermano che Ipperia, come dice anche Omero, era una città dei Feaci abitata dal famoso re Alcinoo, Ipperia è molto probabilmente l'antico nome ibleo di Kamarina, che ancora oggi è attraversata dal fiume Ippari; secondo i più avanzati scavi archeologici, intorno a Kamarina sorgeva un ampio muro di cinta già nel 1000 a.C. Inoltre esiste ancora oggi l'antica località balneare chiamata Porto di Ulisse.
(Omero, Odissea)

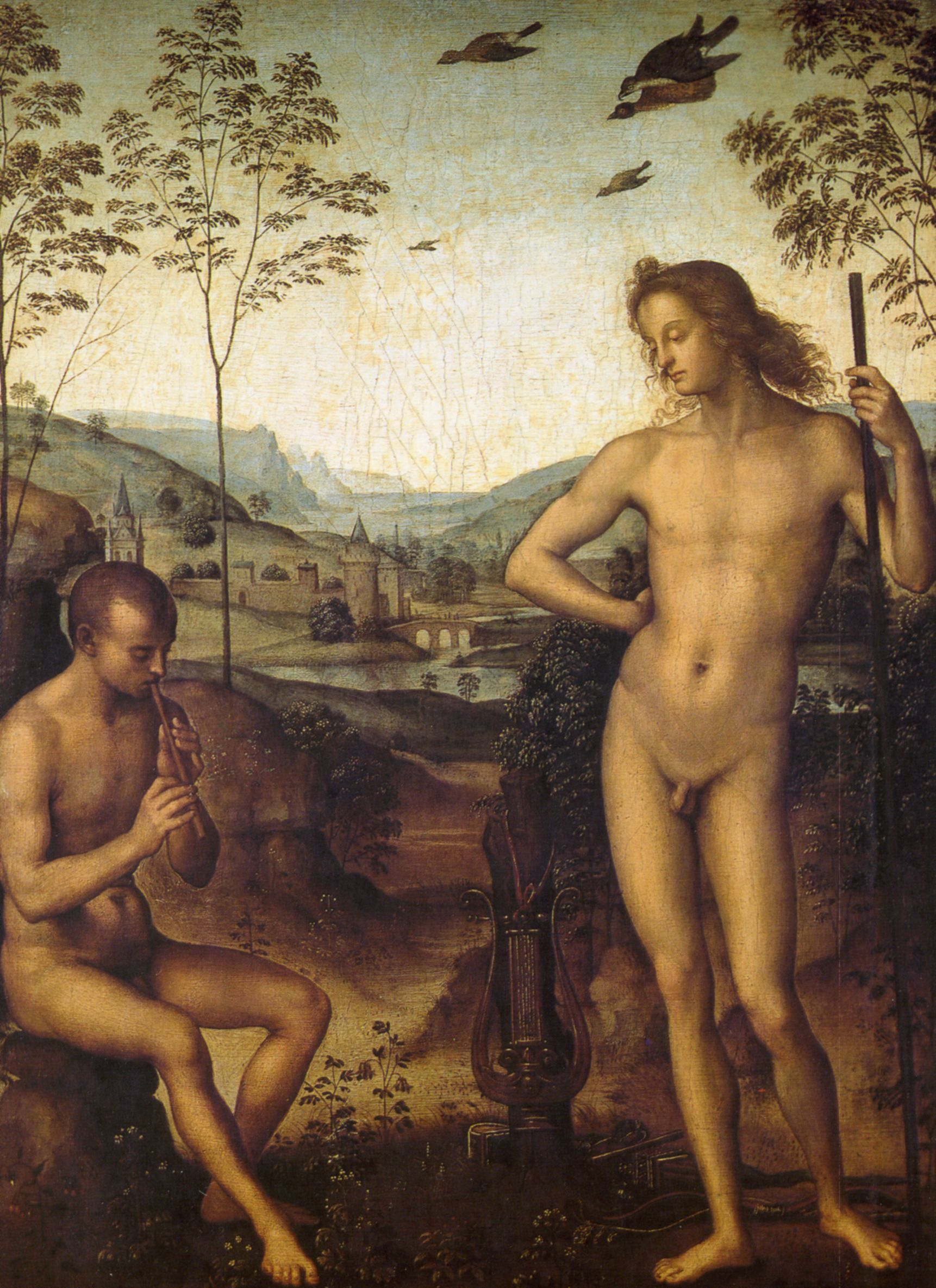
Dafni e Apollo, sullo sfondo la valle del fiume Irminio

Anche Ercole visitò la città di Kamarina, infatti la moneta coniata dalla città, raffigurava il famoso eroe.
(Virgilio, Bucoliche, 11-12)
Così Virgilio nelle sue Bucoliche descrive Dafni, figlio di Mercurio e della ninfa Dafnide, allevato dalle muse nella valle del fiume Irminio. Dafni viveva pascolando le greggi, inoltre Pan lo istruiva nell'arte della musica e del canto con la zampogna. Suonava il suo amore per la ninfa Echemeide, figlia di Giunone, che lui aveva sposato giurandole fedeltà eterna. Ma la regina Climene ammaliata dalla bellezza del giovane e dalle sue doti artistiche, s'innamorò del pastore. Dafni resistette, ribadendo alle richieste della regina la sua promessa di fedeltà alla cara Echemeide. Ma la perfida regina decise di farlo ubriacare, facendogli bere del vino drogato con succo di alloro. Giunone, però, dall'alto dell'Olimpo vide l'infedeltà compiuta e offesa dalla mancanza di rispetto del genero per la figlia Echememeide, si vendicò rendendolo cieco. Dafni, disperato, fuggì per la campagna, cantando tutto il suo dolore fin quando si uccise gettandosi da una rocca. Gli Dei commossi, lo trasformarono in una rupe, con la quale, ancora oggi, la brezza marina suona i suoi malinconici lamenti d'amore.
Invece il romanziere greco Longo Sofista, compose l'opera Le avventure pastorali di Dafni e Cloe, essa narra di altre avventure del mitico Dafni. È il più raffinato degli antichi romanzi greci pervenutici, più delle vicende esterne interessano la descrizione poetica del mondo arcadico e soprattutto del nascere del desiderio e dell'amore tra i due adolescenti.

## Biblioteche
Nella città di Ragusa si trovano le seguenti biblioteche:
- Biblioteca di Ragusa Giovanni Verga (custodisce più di 80.000 volumi)
- Biblioteca di Marina di Ragusa
- Biblioteca Diocesana
- Biblioteca provinciale
- Biblioteca Feliciano Rossitto
- Biblioteca Umberto I
- Biblioteca Fabio Besta
- Biblioteca Soprintendenza BB.CC.AA.
- Biblioteca Universitaria
- Archivio Storico Comunale[4]

Inoltre, nel Libero consorzio comunale di Ragusa sono sedi delle biblioteche comunali alcune prestigiose architetture, ad esempio:
- Villa Tedeschi, sede della biblioteca comunale di Pozzallo[5]
- Palazzo Mormino Penna, sede distaccata della biblioteca comunale "La Rocca" di Scicli.[6]

## Ricerca
A Ragusa vi sono:
- CORFILAC (Consorzio per la Ricerca della Filiera Lattiero-Casearia)
- Istituto zooprofilattico sperimentale regionale
- Centro Studi Feliciano Rossitto
- Laboratorio regionale di scienze agrarie tropicali e subtropicali

Inoltre a Scicli è presente l'Istituto di Ricerca Scientifica (SESP)

## Università

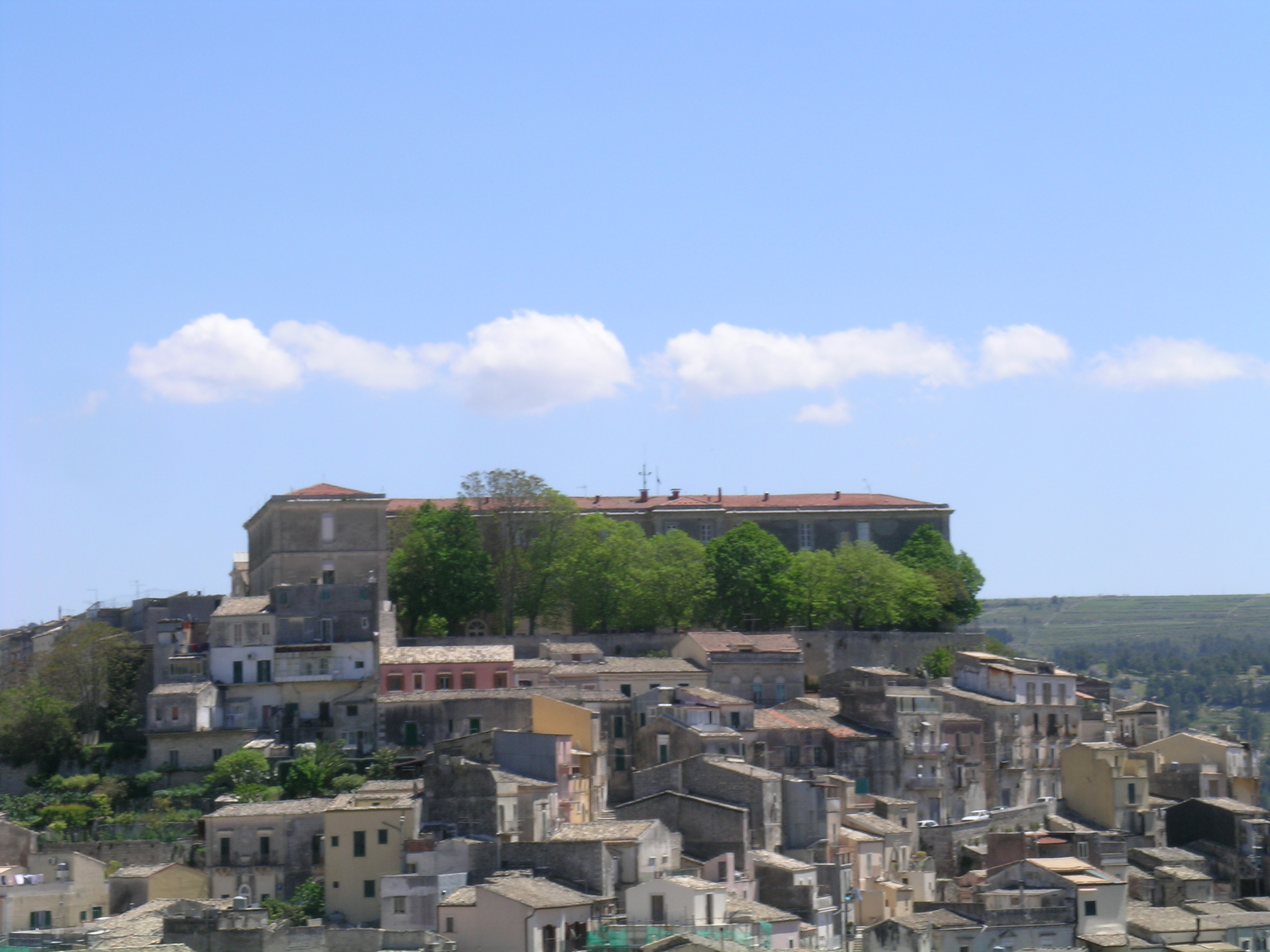
L'antico distretto militare, oggi sede della facoltà di Scienze Agrarie Tropicali e Sub Tropicali

Ragusa è sede distaccata dell'Università degli Studi di Catania dal 1993. Il consorzio universitario della provincia di Ragusa, costituito nel 1995, si occupa invece di gestire iniziative universitarie e culturali del territorio ibleo. Esso, fondato dalla Provincia Regionale di Ragusa, dal Comune di Ragusa e dall'Associazione per la Libera Università degli Iblei a cui si sono aggiunti altri comuni, associazioni di categoria e professionali, enti finanziari e associazioni culturali, si propone di assicurare una didattica efficiente e puntuale. Con circa cinquemila studenti, Ragusa aspira alla realizzazione del quarto polo universitario statale dell'isola, obiettivo che è stato tenacemente perseguito negli tranni. Fra gli indirizzi di studio, oltre a quelli strettamente legati all'economia locale, vi sono corsi di laurea in lingue anche orientali, come l'arabo e il giapponese. Il corso di "Medicina e chirurgia" è stato però chiuso nel giugno del 2009, al pari di quello in "Scienze del Governo e dell'amministrazione".
Sono attive le seguenti facoltà:
- Mediazione linguistica e interculturale
- Management delle imprese per l’economia sostenibile
- Gestione dei sistemi produttivi agrari mediterranei
- Scienze motorie
- Scienze linguistiche per l'intercultura e la formazione[10].

È inoltre presente l'accademia di belle arti Mediterranea.

## Siti archeologici

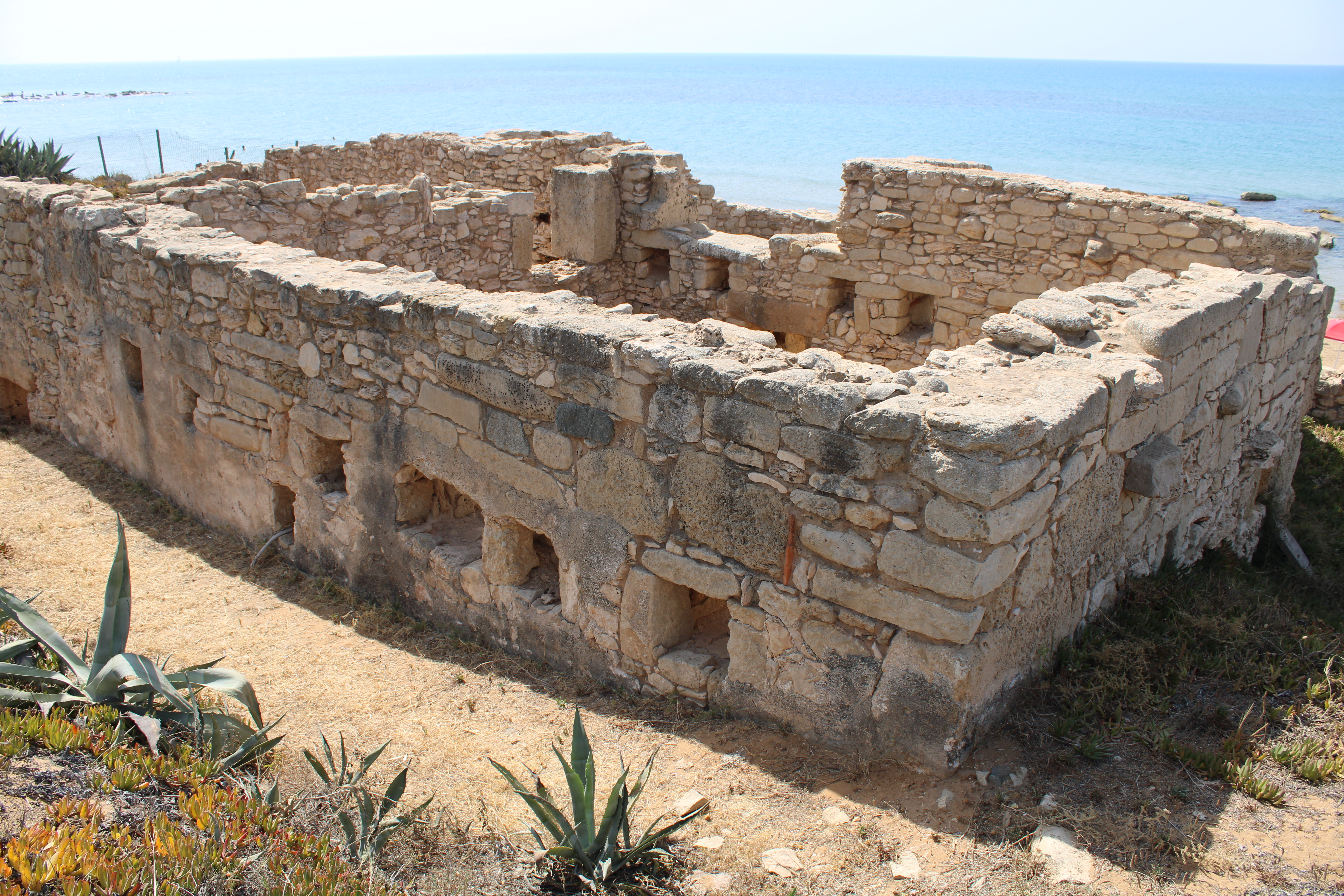
Un edificio del parco archeologico di Caucana a Santa Croce Camerina

- Akrillai
- Bidis
- Branco Grande
- Casmene
- Castiglione (Ragusa)
- Cava d'Ispica
- Cava dei Servi
- Cava Lazzaro
- Chiafura
- Ipogeo di Calaforno
- Kamarina
- Kaukana
- Monte Arcibessi
- Necropoli del Mirio
- Necropoli di Bellamagna
- Ripostiglio di Giarratana
- Scornavacche (Chiaramonte Gulfi)
- Villaggio di Poggio Biddini

## Musei

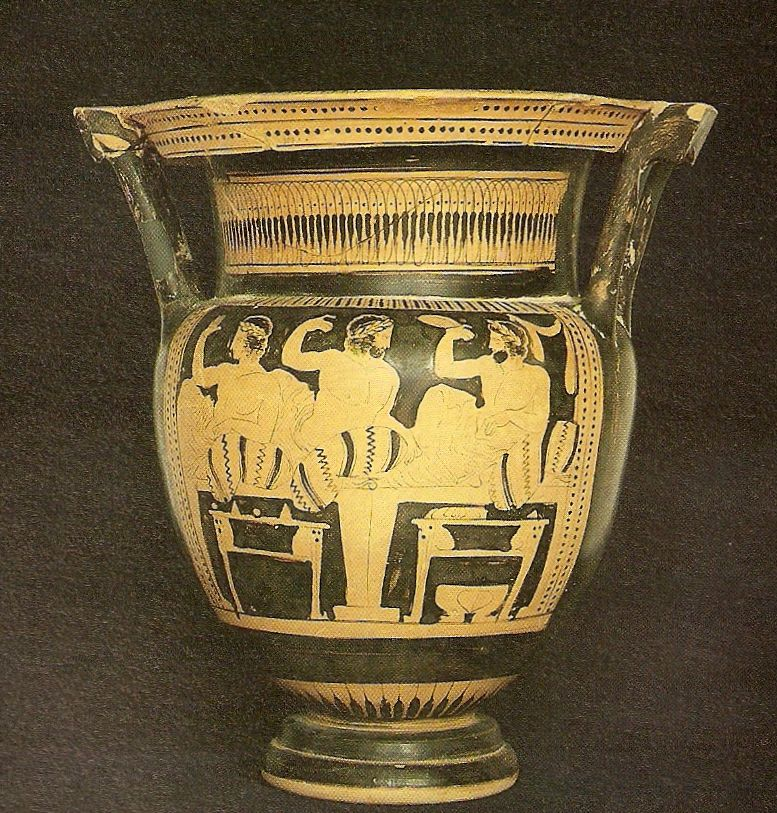
Cratere del IV sec. a.C. ritrovato nei pressi di Kamarina

La città di Ragusa, come tutto il territorio del Libero consorzio comunale,  possiede numerosi musei, il museo archeologico cittadino è tra i più importanti in Europa per quanto riguarda reperti archeologici pre-ellenici. Inoltre a Ragusa si sta costruendo il Museo nazionale del tiro a volo e il Museo regionale dello sport che saranno ubicati vicino alla scuola regionale dello sport.

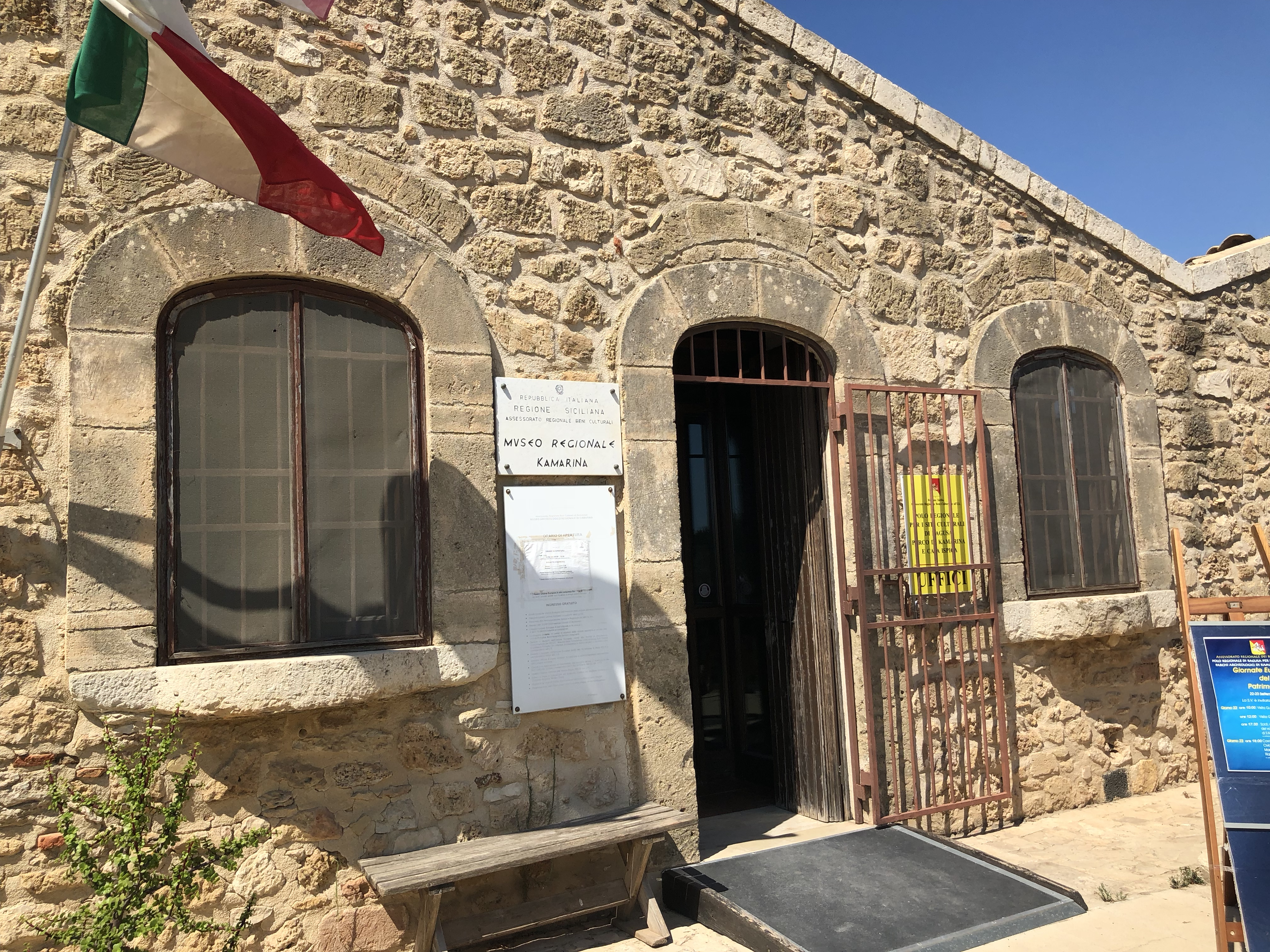
Ingresso del Museo archeologico di Kamarina

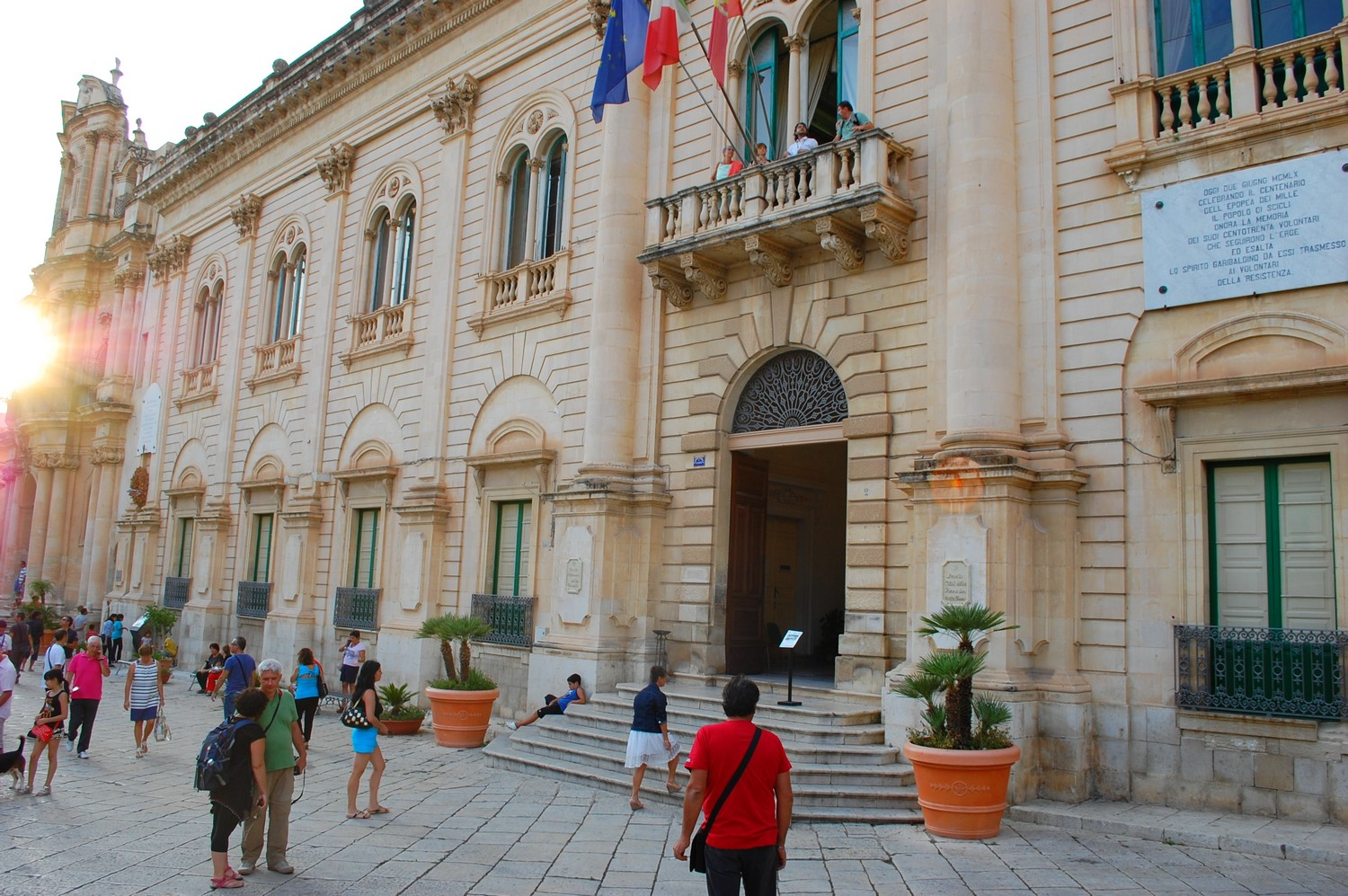
Il commissariato di Vigata (nella realtà il municipio di Scicli) ospita il museo dedicato al Commissario Montalbano.

- Museo archeologico ibleo di Ragusa
- Museo archeologico regionale di Kamarina di Ragusa
- Civica Raccolta Carmelo Cappello di Ragusa
- Museo Diocesano di Ragusa
- Museo della cattedrale di San Giovanni di Ragusa
- Museo del duomo di San Giorgio di Ragusa
- Museo naturale e delle miniere d'asfalto di Ragusa
- Museo "L'Italia in Africa" di Ragusa
- Museo civico di palazzo Zacco di Ragusa
- MUDECO Museo del Costume[16]
- Museo del Tempo Contadino
- Obsculta - Museo Benedettino
- Parco archeologico di Ragusa Ibla
- Parco archeologico di Castiglione (Ragusa)
- Museo della Memoria di Acate
- Museo di Arte Sacra di Chiaramonte Gulfi
- Museo di Cimeli storico militari di Chiaramonte Gulfi
- Museo del Ricamo e dello Sfilato di Chiaramonte Gulfi
- Museo Liberty Palazzo Montesano di Chiaramonte Gulfi
- Museo Ornitologico di Chiaramonte Gulfi
- Museo degli Strumenti etnico musicali di Chiaramonte Gulfi
- Museo dell'olio di Chiaramonte Gulfi
- Pinacoteca Giovanni De Vita di Chiaramonte Gulfi
- Museo civico di storia naturale di Comiso
- Museo Ibleo dell'Emigrazione di Giarratana
- Museo archeologico Parco della Forza di Ispica
- Museo Casa natale Salvatore Quasimodo di Modica
- Museo del Cioccolato di Modica (a Modica)
- Museo Civico "Franco Libero Belgiorno" di Modica
- Casa Museo Tommaso Campailla di Modica
- Sifilicomio Campailla di Modica
- Museo Ibleo delle Arti e Tradizioni Popolari Guastella di Modica
- Museo del Palazzo della Cultura di Modica
- Museo della Collegiata di Modica
- Museo Diffuso "Murika" di Modica
- Palazzo dei Mercedari di Modica
- Museo della Memoria di Modica
- Museo del Mulino ad Acqua di Modica
- Parco archeologico di Cava d'Ispica di Modica
- Museo degli Arnesi di Una Volta di Modica
- Museo del Neolitico di Modica
- Galleria d'Arte Contemporanea Lo Magno di Modica
- Casa Museo Suor Rosa Roccuzzo di Monterosso Almo
- Antica Farmacia Cartia di Scicli
- Museo del Costume di Scicli
- Commissariato di Vigata di Scicli
- Museo della Cucina Iblea di Scicli
- Museo Italo-Ungherese di Vittoria
- Museo Civico Castello Colonna Henriquez di Vittoria
- Museo del Carretto Ibleo e della Civiltà Contadina "Giovanni Virgadavola" di Vittoria
- Museo Diocesano d'Arte Sacra di Vittoria

## Castelli e Architetture

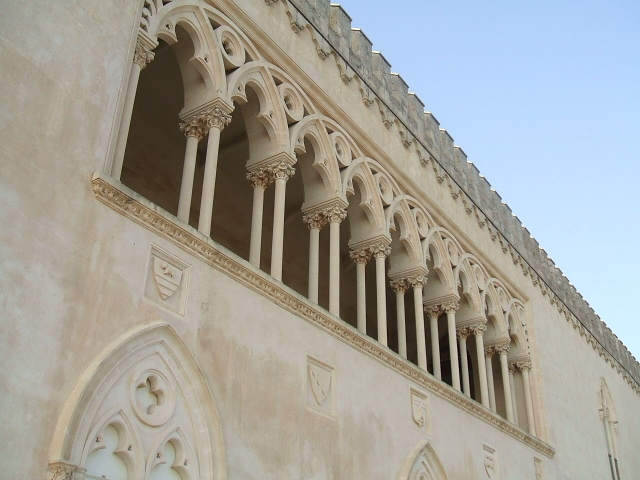
Loggia del Castello di Donnafugata di Ragusa

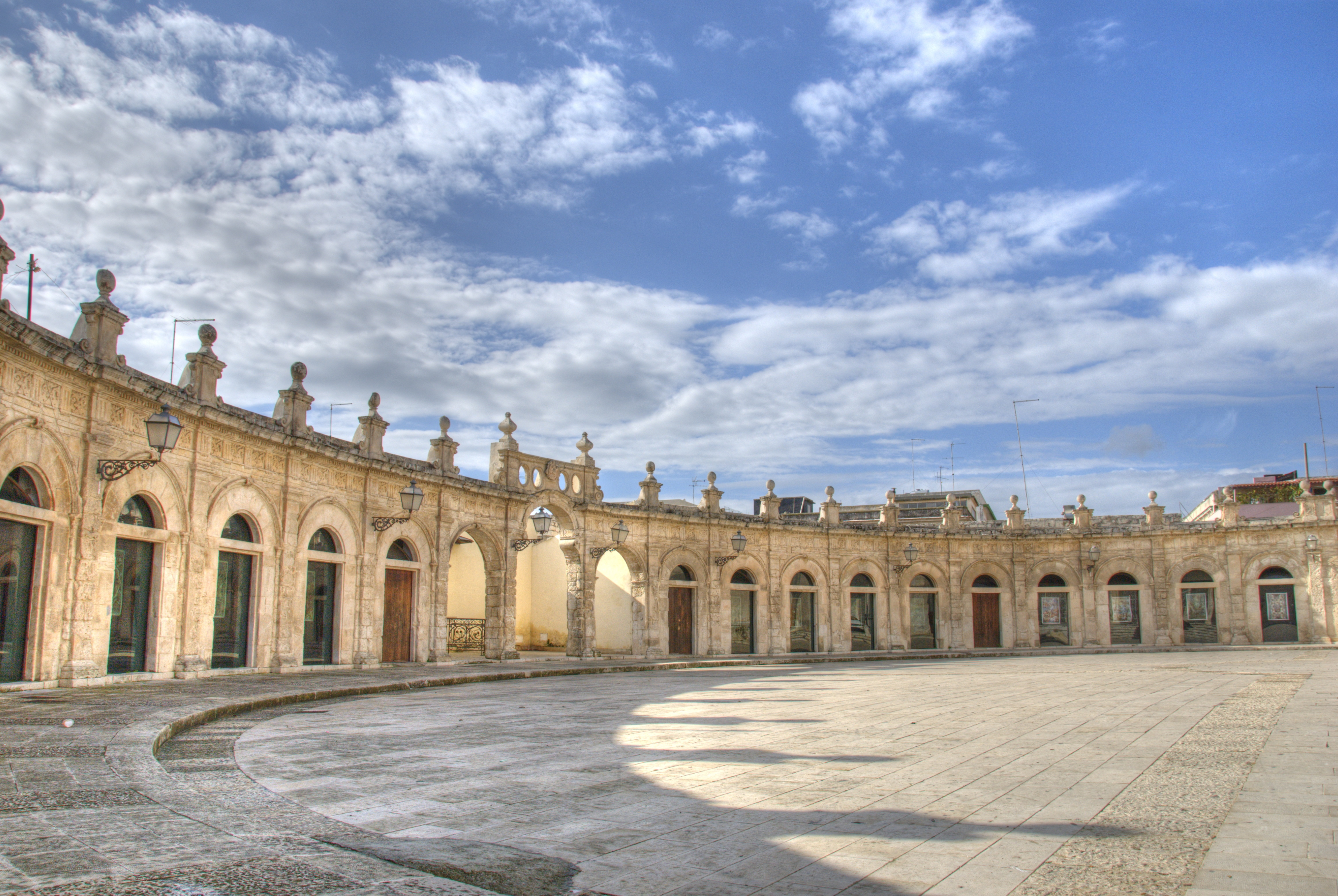
Loggiato del Sinatra a Ispica

- Castello Colonna Henriquez di Vittoria
- Castello di Donnafugata di Ragusa
- Castello di Modica
- Castello dei Naselli d'Aragona di Comiso
- Castello dei Principi di Biscari di Acate
- Castello di Ragusa Ibla
- Circolo di conversazione di Ragusa
- Convento dei Cappuccini di Vittoria
- Liberty a Vittoria
- Loggiato del Sinatra di Ispica
- Palazzo comunale Giorgio La Pira di Pozzallo
- Palazzo Battaglia di Ragusa
- Palazzo Mormino Penna di Scicli
- Palazzo Napolino-Tommasi Rosso di Modica
- Palazzo Polara di Modica
- Palazzo Sortino Trono di Ragusa
- Portale di San Giorgio di Ragusa
- Teatro comunale Vittoria Colonna di Vittoria
- Villa Tedeschi di Pozzallo

## Torri costiere
- Torre Cabrera (Marina di Ragusa)
- Torre Cabrera (Pozzallo)

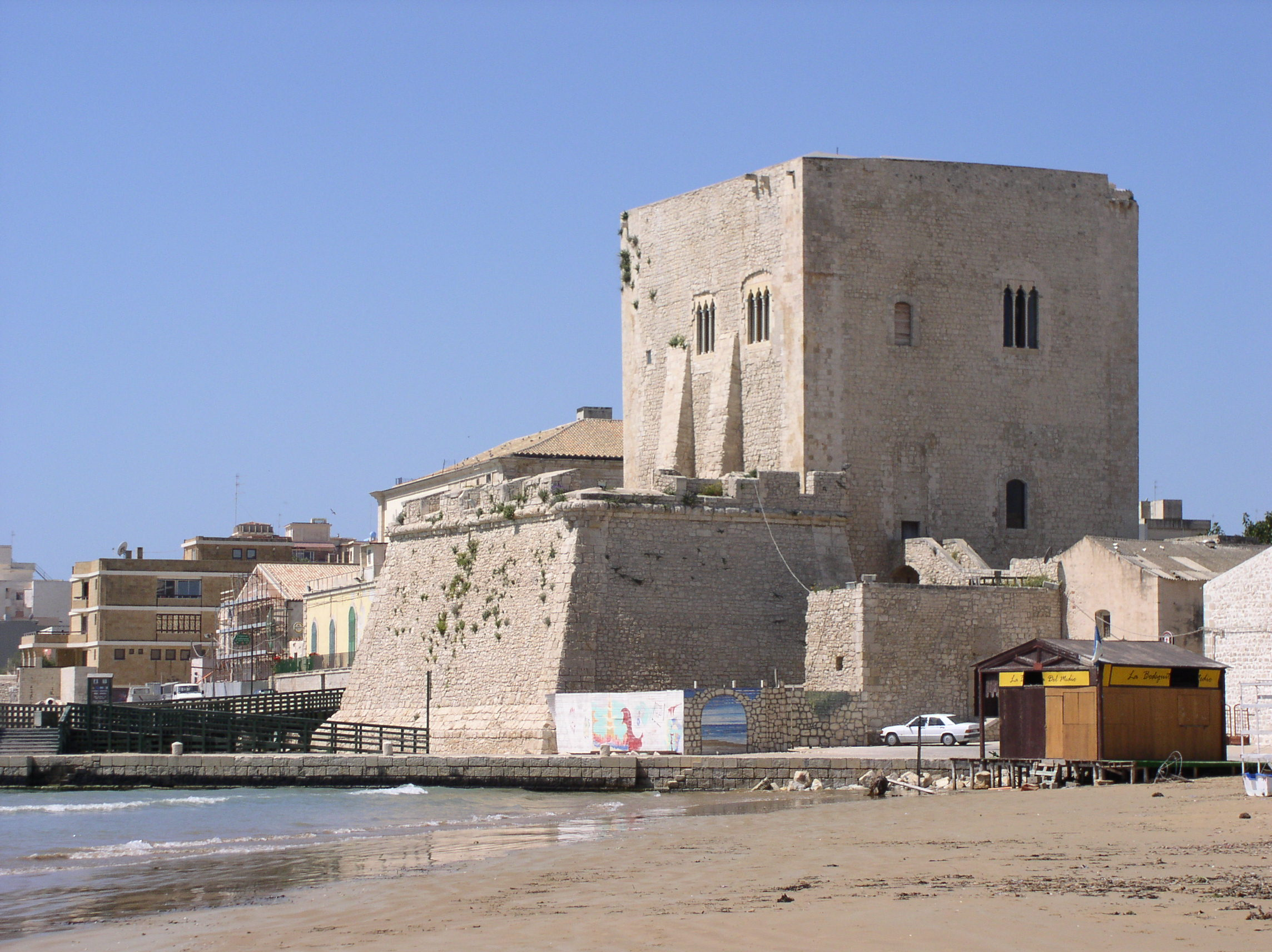
Torre Cabrera di Pozzallo

- Torre di Mezzo (Santa Croce Camerina)
- Torre Scalambri (Punta Secca di Santa Croce Camerina)
- Torre di Cammarana (Ragusa)
- Torre Vigliena o Braccetto (Ragusa)
- Torre di Donnalucata (Scicli)
- Torre di Sampieri (Scicli)
- Torre del Focallo (Ispica)

## Chiese
- Chiese di Ragusa
- Chiese di Modica

Acate:

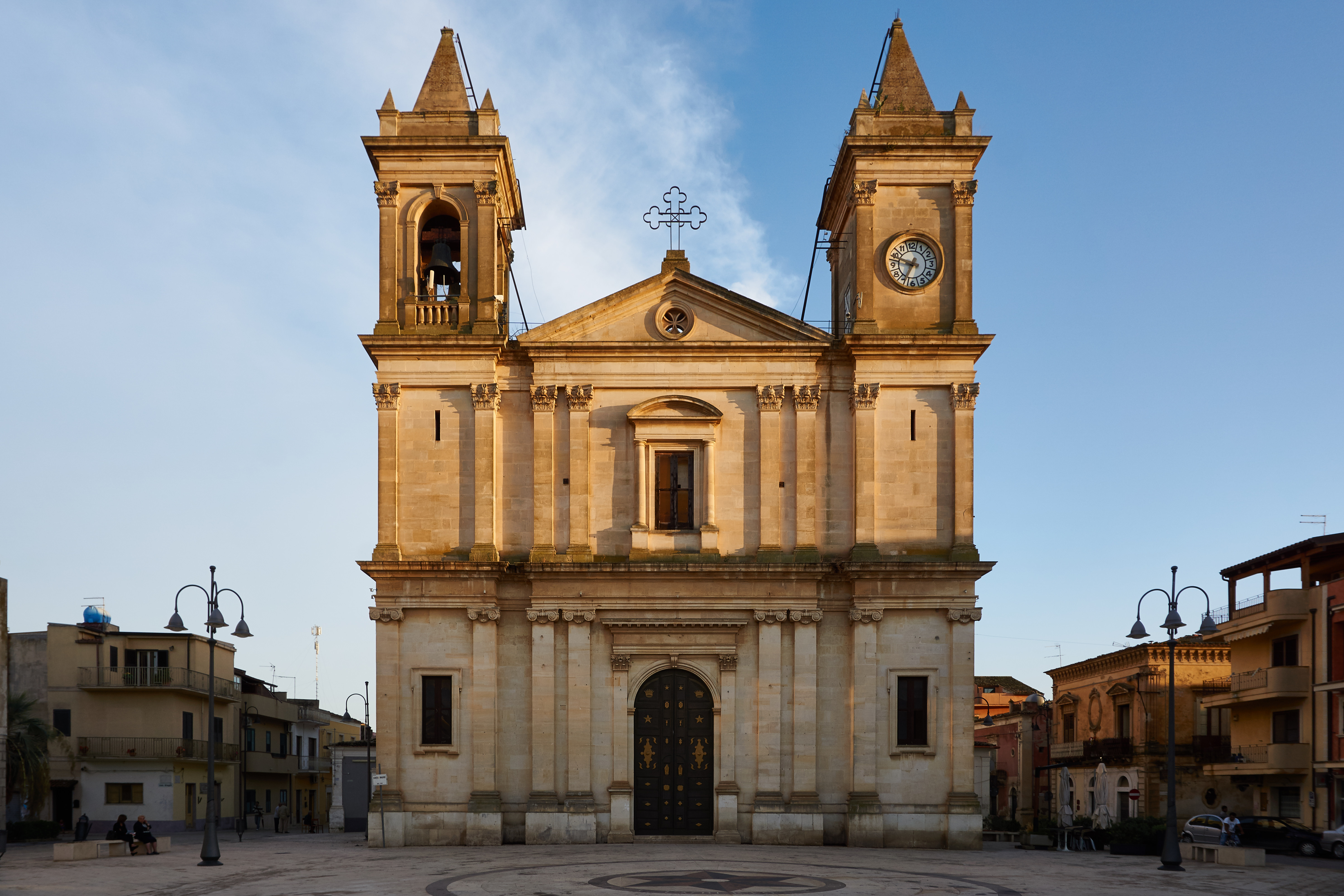
Chiesa madre di San Nicola di Bari ad Acate

- Chiesa madre di San Nicola di Bari
- Chiesa di San Vincenzo
- Convento dei frati cappuccini
- Istituto delle suore del Sacro Cuore

Chiaramonte Gulfi:
- Basilica di Santa Maria La Nova

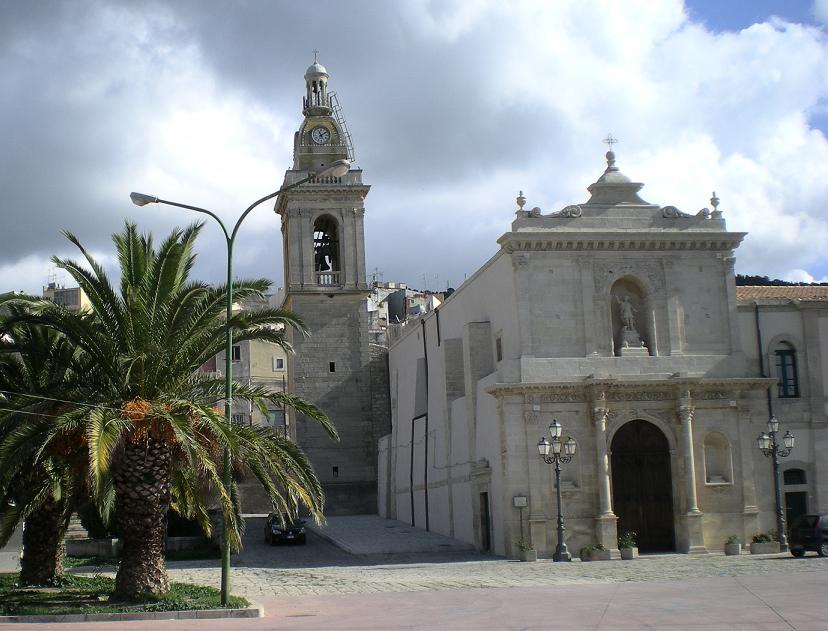
Chiesa di San Vito a Chiaramonte Gulfi

- Santuario della Beata Maria Vergine di Gulfi
- Chiesa commendale dell'Ordine Gerosolimitano di San Giovanni Battista
- Chiesa di San Vito
- Chiesa di San Filippo
- Chiesa del Santissimo Salvatore
- Santuario della Madonna delle Grazie
- Chiesa di San Giuseppe
- Chiesa di Santa Teresa d'Avila
- Chiesa di San Silvestro
- Chiesa del Carmelo Sacra Famiglia
- Chiesa di Santa Lucia

Comiso: 

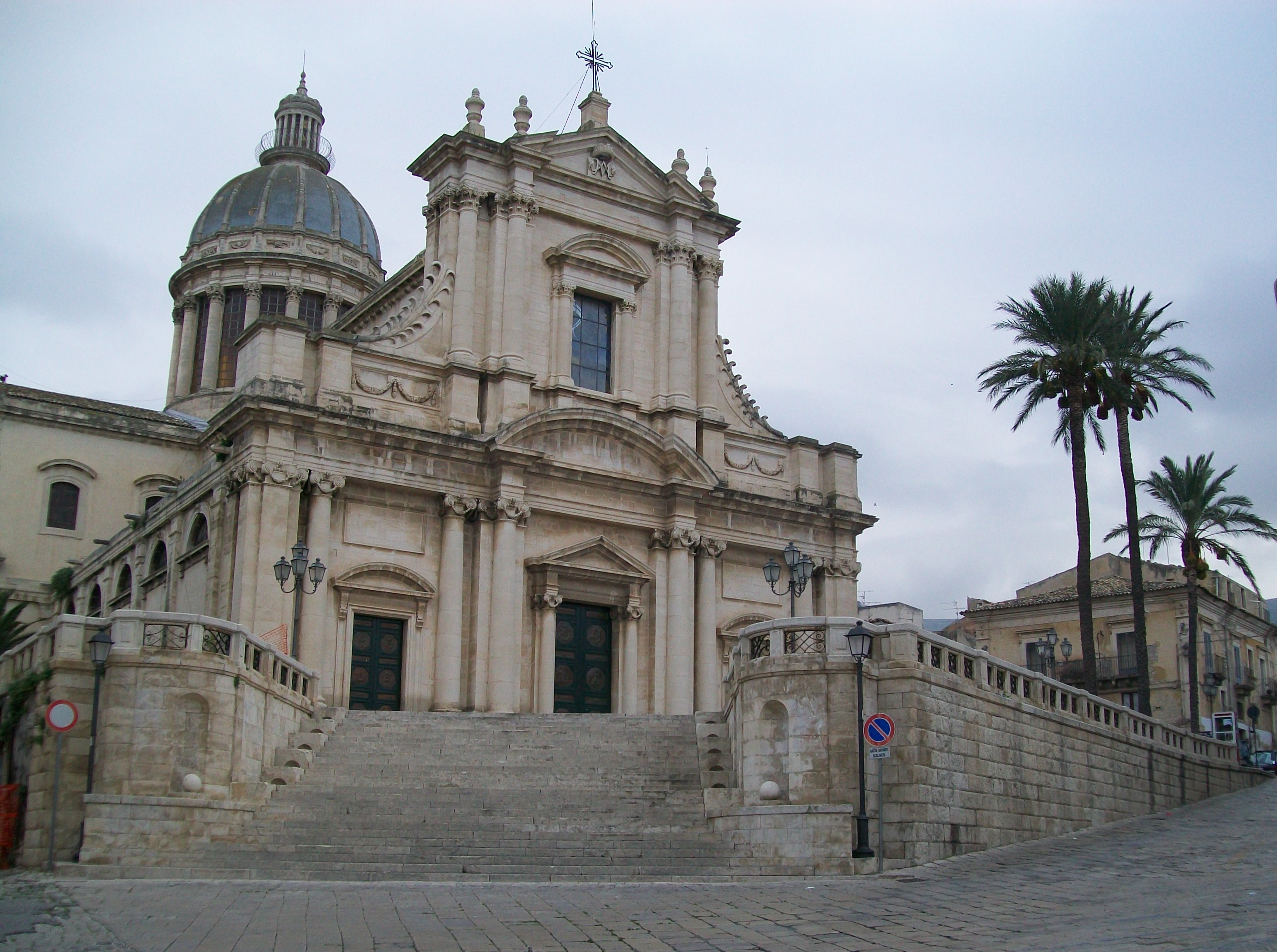
Basilica Maria SS. Annunziata a Comiso

- Basilica di Maria Santissima Annunziata
- Chiesa di San Biagio
- Chiesa di San Francesco all'Immacolata
- Chiesa di Santa Maria delle Stelle
- Chiesa di San Filippo Neri
- Chiesa S. Maria della Grazia (detta dei Cappuccini)
- Chiesa San Giuseppe lo Sperso

Giarratana:
- Basilica di Sant'Antonio
- Chiesa di San Bartolomeo

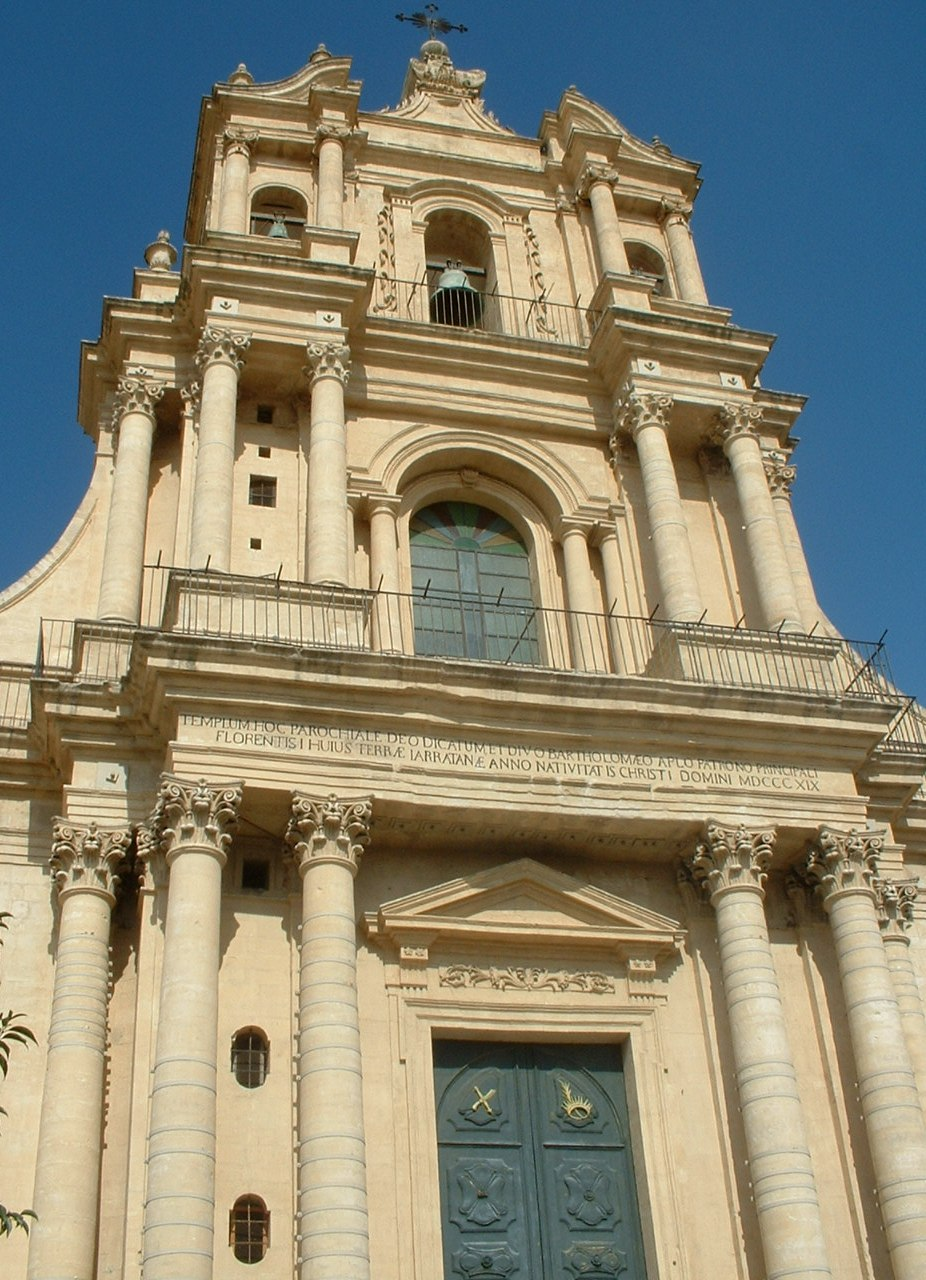
Chiesa di San Bartolomeo a Giarratana

- Chiesa Madre Maria Santissima Annunziata e San Giuseppe
- Chiesetta Santa Maria delle Grazie

Ispica:
- Basilica della Santissima Annunziata
- Basilica di Santa Maria Maggiore
- Chiesa della Madonna delle Grazie
- Chiesa di San Giuseppe
- Convento e chiesa di Santa Maria del Gesù dei Minori Osservanti di San Francesco
- Chiesa di Sant'Antonio Abate
- Chiesa di Sant'Anna
- Chiesa di San Biagio

Monterosso Almo:
- Chiesa di San Giovanni Battista
- Chiesa di Santa Maria Assunta

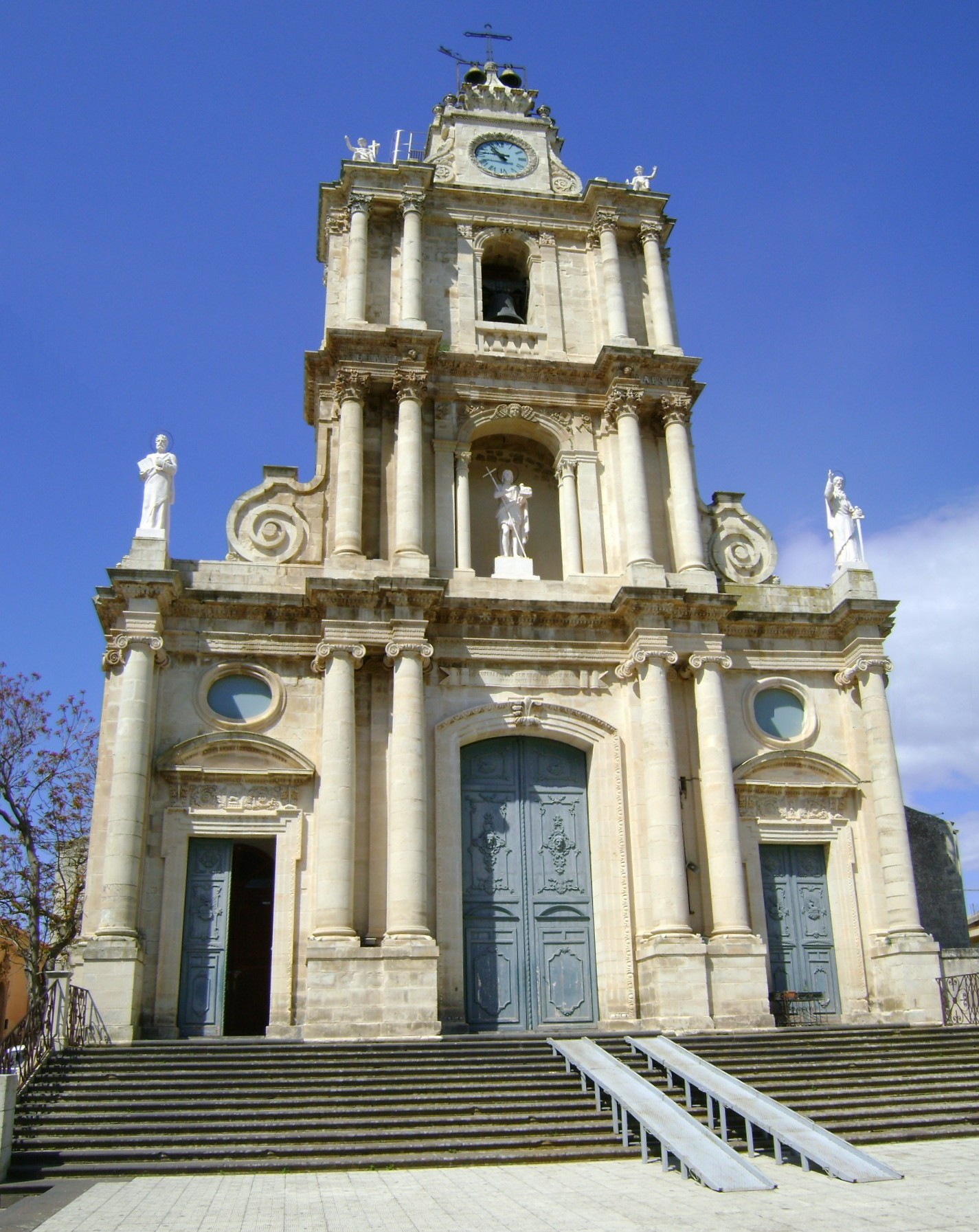
Chiesa di San Giovanni Battista a Monterosso Almo

- Chiesa di Sant'Antonio Abate o Santuario Diocesano dell'Addolorata;
- Chiesa di Sant'Anna.

Santa Croce Camerina:
- Chiesa di San Giovanni Battista
- Chiesa del Carmine
- Chiesa Madonna di Portosalvo, nella borgata marinara di Punta Secca
- Chiesa della Trasfigurazione, in Contrada Finaiti
- Chiesa Mater Ecclesiae nella frazione marinara di Casuzze
- Chiesa Regina Apostolorum nella frazione marinara di Caucana

Scicli:
- Chiesa di San Matteo

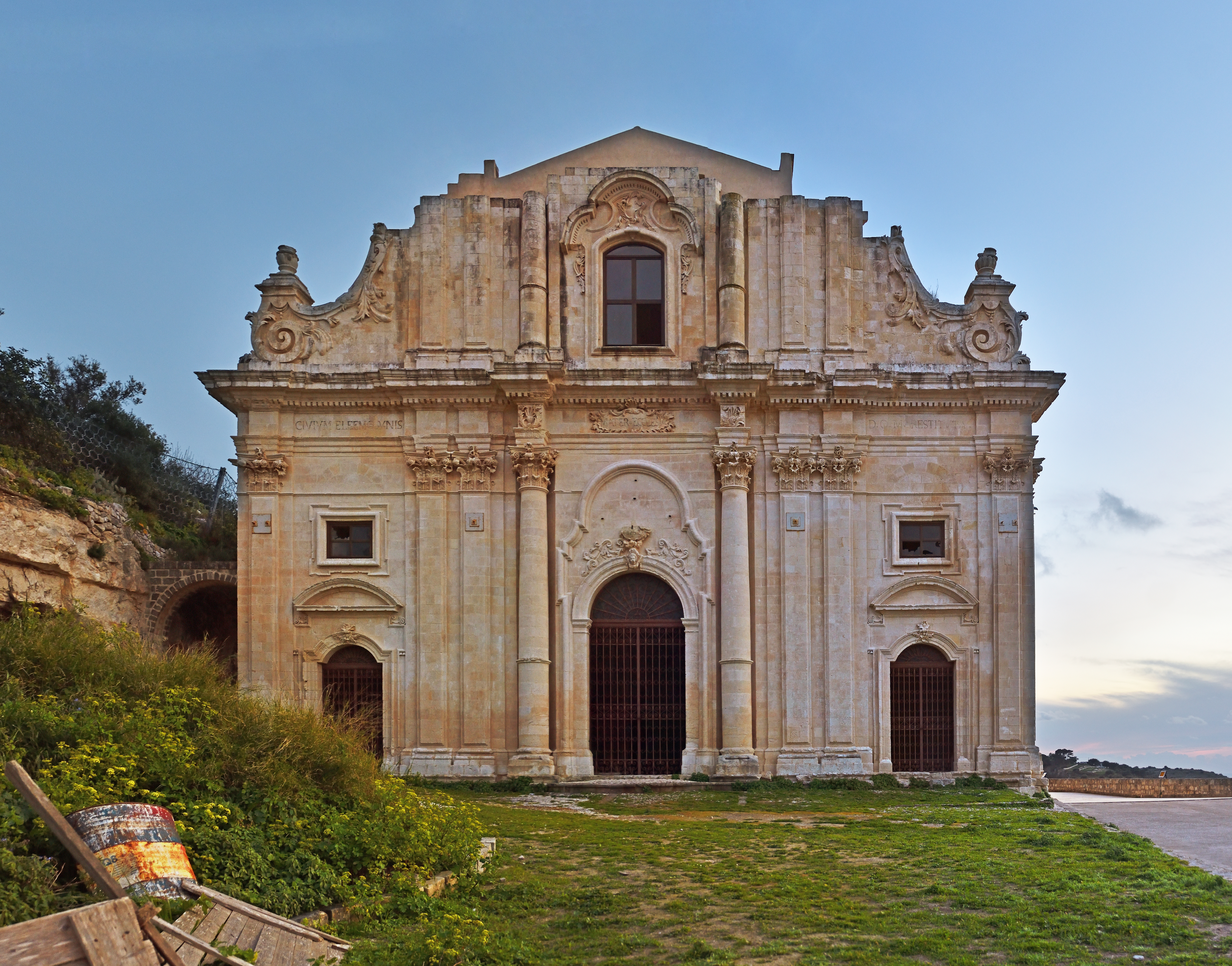
Chiesa di San Matteo Apostolo, simbolo di Scicli

- Chiesa di San Guglielmo (Chiesa Madre; ex Chiesa di Sant'Ignazio di Loyola)
- Chiesa di San Giovanni Evangelista
- Cappella della Madonna della Grazia
- Chiesa del Calvario
- Chiesa della Madonna di Fátima
- Chiesa del Santissimo Salvatore
- Chiesa di Maria Santissima della Consolazione
- Chiesa di San Bartolomeo Apostolo
- Chiesa di San Giorgio martire (non più esistente)
- Chiesa di San Giuseppe
- Chiesa di San Michele Arcangelo
- Chiesa di San Pietro Apostolo
- Chiesa di San Vito
- Chiesa di Santa Lucia
- Chiesa di Santa Maria della Catena
- Chiesa di Santa Maria del Gesù
- Chiesa di Santa Maria La Nova
- Chiesa di Santa Teresa d’Avila
- Chiesa rupestre di Piedigrotta
- Chiesa rupestre del Santo Spirito
- Complesso del Carmine
- Complesso di Santa Maria della Croce
- Complesso della Madonna del Rosario (precedentemente, della Madonna di Monserrato)
- Convento dei Cappuccini
- Convento dei francescani conventuali di Sant'Antonino
- Santuario ed Eremo della Madonna delle Milizie
- Chiesa del Cuore Immacolato di Maria, nella frazione di Cava d'Aliga
- Chiesa di Santa Caterina da Siena, nella frazione di Donnalucata
- Chiesa di San Giorgio martire, nella frazione di Donnalucata
- Chiesa della Madonna delle Grazie, nella frazione di Sampieri

Vittoria:
- Basilica di San Giovanni Battista
- Convento dei Cappuccini

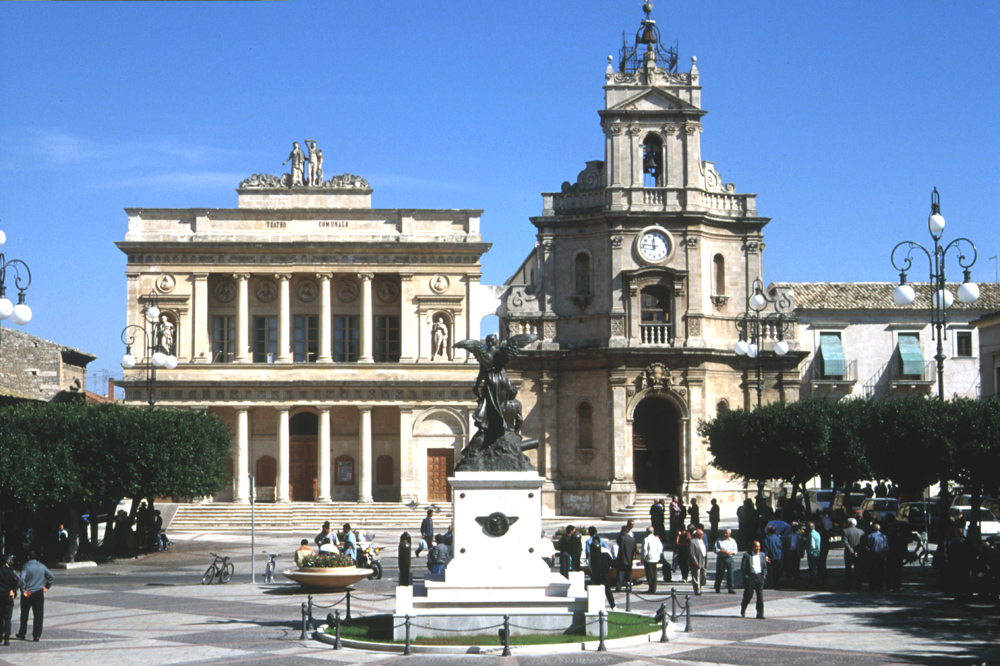
Piazza del Popolo a Vittoria con il teatro comunale, la Chiesa della Madonna delle Grazie e il monumento ai Caduti

- Chiesa di Santa Maria di Portosalvo, nella frazione marinara di Scoglitti
- Chiesetta di Santa Maria di Portosalvo, nella frazione marinara di Scoglitti
- Chiesa di Santa Maria delle Grazie
- Chiesa di San Francesco di Paola
- Chiesa di Santa Rita
- Chiesa San Paolo
- Chiesa di San Giuseppe
- Chiesa del Sacro Cuore
- Chiesa di Santa Maria Goretti
- Chiesa di San Domenico Savio
- Chiesa del Santissimo Rosario
- Chiesa della Resurrezione
- Chiesa di San Giovanni Bosco
- Chiesa di Santa Maria Assunta
- Chiesa di Spirito Santo
- Chiesa di Anime Sante del Purgatorio
- Chiesa della Trinità
- Chiesa della Madonna delle Lacrime

## Altri edifici religiosi
Pagoda della pace di Comiso

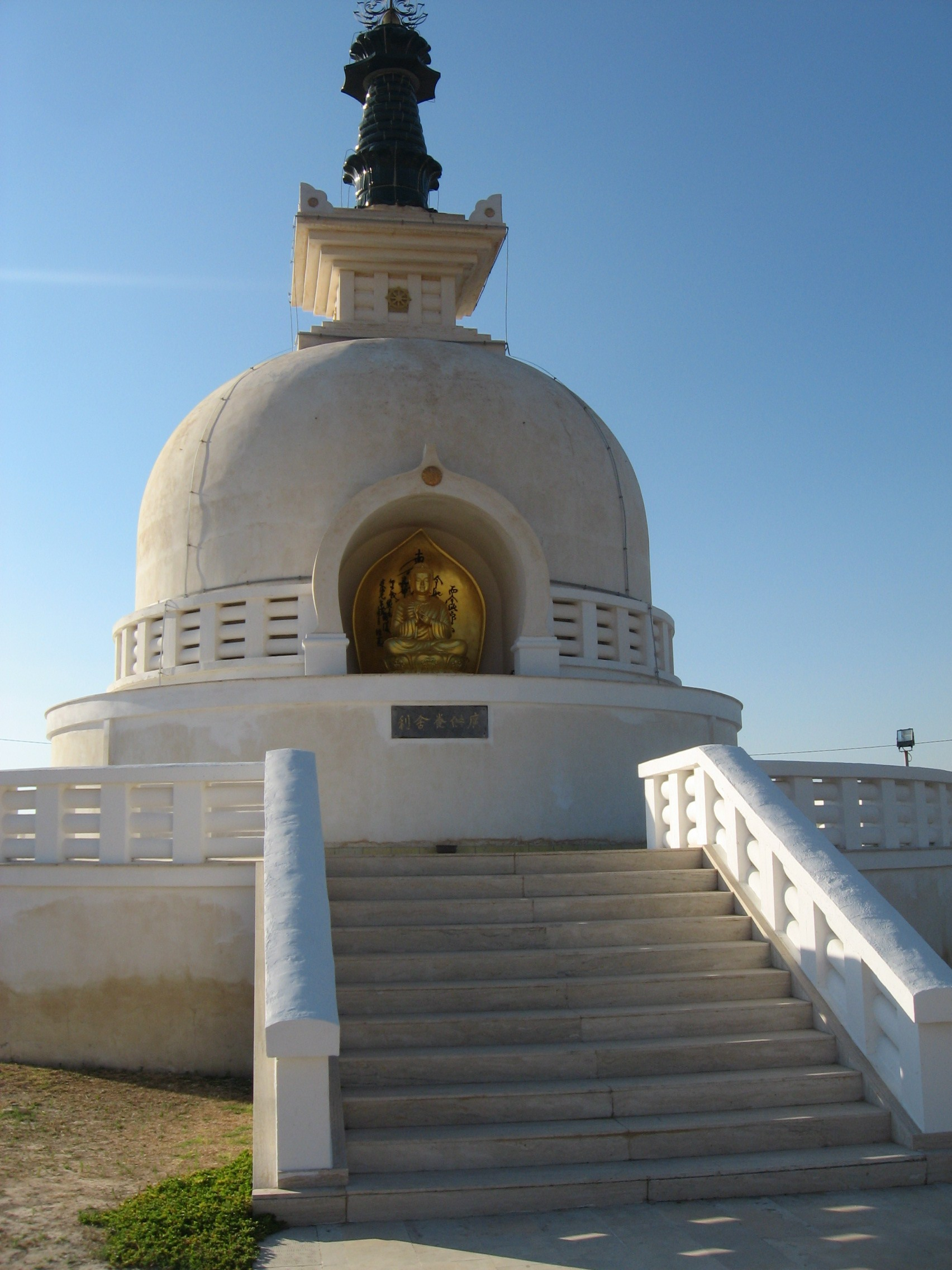
Pagoda della pace

È una delle rarissime pagode realizzate in Europa. Essa è stata voluta dal rev.do Gyosho Morishita, monaco buddhista giapponese giunto a Comiso negli anni ottanta, in piena Guerra Fredda. In quegli anni venivano organizzate numerose marce per la pace in tutto il mondo e Morishita, assieme ad altri pacifisti, arrivò a Comiso (trasferendosi in una zona di campagna) dove era ubicata la base Nato (poi divenuta Aeroporto di Comiso) dotata di 112 missili Cruise a testata nucleare. Nel 1991, con la fine della Guerra Fredda, la base iniziò ad essere smantellata ma Morishita rimase a Comiso. La Pagoda è stata inaugurata il 24 maggio 1998 ed è alta 16 metri. Ha l'aspetto classico dello stupa indiano con la sua forma a cupola rotonda sormontata da un pinnacolo. Il suo diamentro è di 15 metri.
L'altare dedicato a Buddha è bianco ed è ben visibile a chi dalla città pone lo sguardo verso la cima della collina di Contrada Canicarao.

## Media
| Quotidiani                                                                                       | Periodici                                                                                   | TV                                                        | Radio                                                                                    | Web                                                                                                 |
| ------------------------------------------------------------------------------------------------ | ------------------------------------------------------------------------------------------- | --------------------------------------------------------- | ---------------------------------------------------------------------------------------- | --------------------------------------------------------------------------------------------------- |
| Edizioni di Ragusa - Giornale di Sicilia - La Sicilia - Gazzetta del Sud - Quotidiano di Sicilia | - Ragusa Sera - La Città - Il Pungiglione - Ragusa Mondo - Ragusa Sottosopra - La provincia | - Teleiblea - TeleNova - Video Mediterraneo - E20 Sicilia | - Radionova - Antenna Iblea - RVS Radio - Radio Mondo Centrale Network - Radio Don Bosco | - corrierediragusa.it - ilgiornalediragusa.it - reteiblea.it - ragusanews.com - generazionezero.org |

## Cinema
Sin dagli anni sessanta, il Ragusano è stato scelto come set per l'ambientazione di numerosi film sulla Sicilia. Fra i titoli più conosciuti Divorzio all'italiana di Pietro Germi, Gente di rispetto di Luigi Zampa, Kaos dei fratelli Taviani e L'uomo delle stelle di Giuseppe Tornatore. Infatti i paesaggi intatti, i centri storici barocchi e le campagne, qui hanno mantenuto l'aspetto di un tempo. Anche il magnifico castello di Donnafugata si è prestato molte volte come set per importanti produzioni fra cui Il Gattopardo di Luchino Visconti.

Questo settore si è particolarmente sviluppato dagli anni novanta grazie ad alcune serie televisive di successo come il Commissario Montalbano e Il capo dei capi. Per poter incentivare sempre di più l'industria cinematografica in questa zona, è stata istituita la Film Commission Ragusa, che punta a promuovere e sostenere la produzione di opere cinematografiche, televisive e audiovisive in tutta la provincia, anche per valorizzarne l'inestimabile patrimonio architettonico, paesaggistico e naturalistico.
Nel periodo di dicembre si tiene il Festival cinematografico "Isola del Cinema", rassegna di film d'autore.

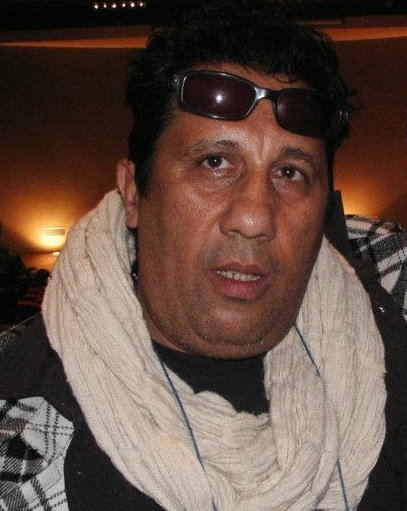
L'attore ragusano Angelo Russo, interpreta l'agente Agatino Catarella nella serie Il Commissario Montalbano.

### Film e fiction girati nel Ragusano

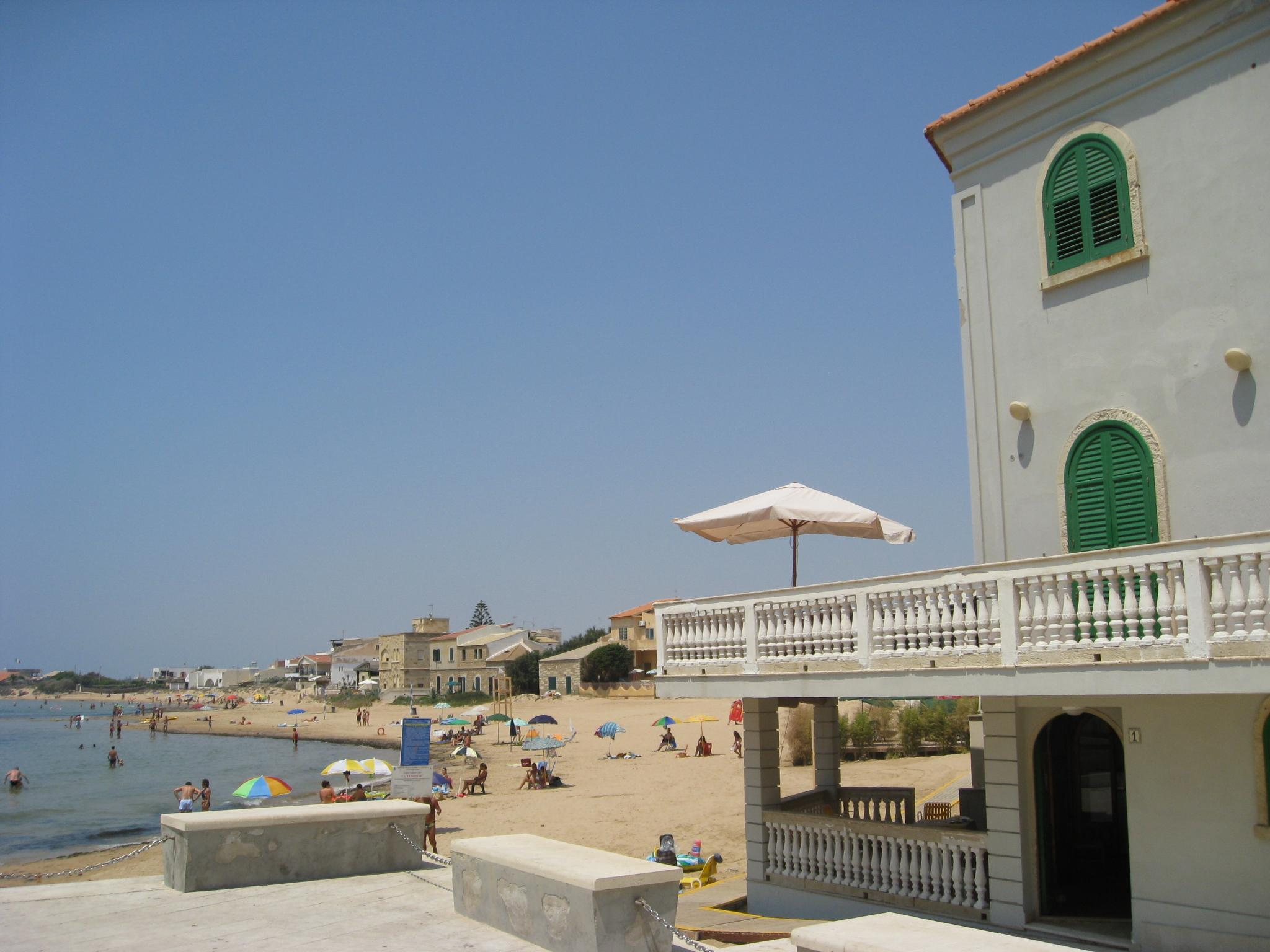
La celebre casa di Montalbano. Si trova in località Punta Secca, a Santa Croce Camerina.

- Divorzio all'italiana di Pietro Germi (1961)
- Il Gattopardo di Luchino Visconti (1963)
- Arrivano Joe e Margherito di Giuseppe Colizzi (1974)
- Gente di rispetto di Luigi Zampa (1975)
- I nuovi mostri di Dino Risi (1977)
- L'esclusa di Piero Schivazappa (1980)
- Kaos di Taviani (1984)
- La morte di Empedocle di Straub e Huillet (1974)
- Il ladro di bambini di Gianni Amelio (1992)
- L'uomo delle stelle di Giuseppe Tornatore (1995)
- La scala poggiata alla luna di Alberto Simone (1996)
- Colpo di Luna di Nicola Simone (1996)
- Marianna Ucrìa, di Roberto Faenza (1997)
- La stanza dello scirocco di Maurizio Sciarra (1998)
- Marsaharillah di Antonio Carnemolla (2002)
- I Viceré di Roberto Faenza (2006), dal romanzo di Federico de Roberto
- Il capo dei capi di Giovanni Claudio Fava e Domenico Starnone (2007)
- Il commissario Montalbano (1999-2021)
- Il giovane Montalbano (2012-2015)
- Quel bravo ragazzo di Enrico Lando (2016)
- La mossa del cavallo - C'era una volta Vigata  di Gianluca Maria Tavarelli (2018)
- I pionieri  di Luca Scivoletto (2022)

## Teatro

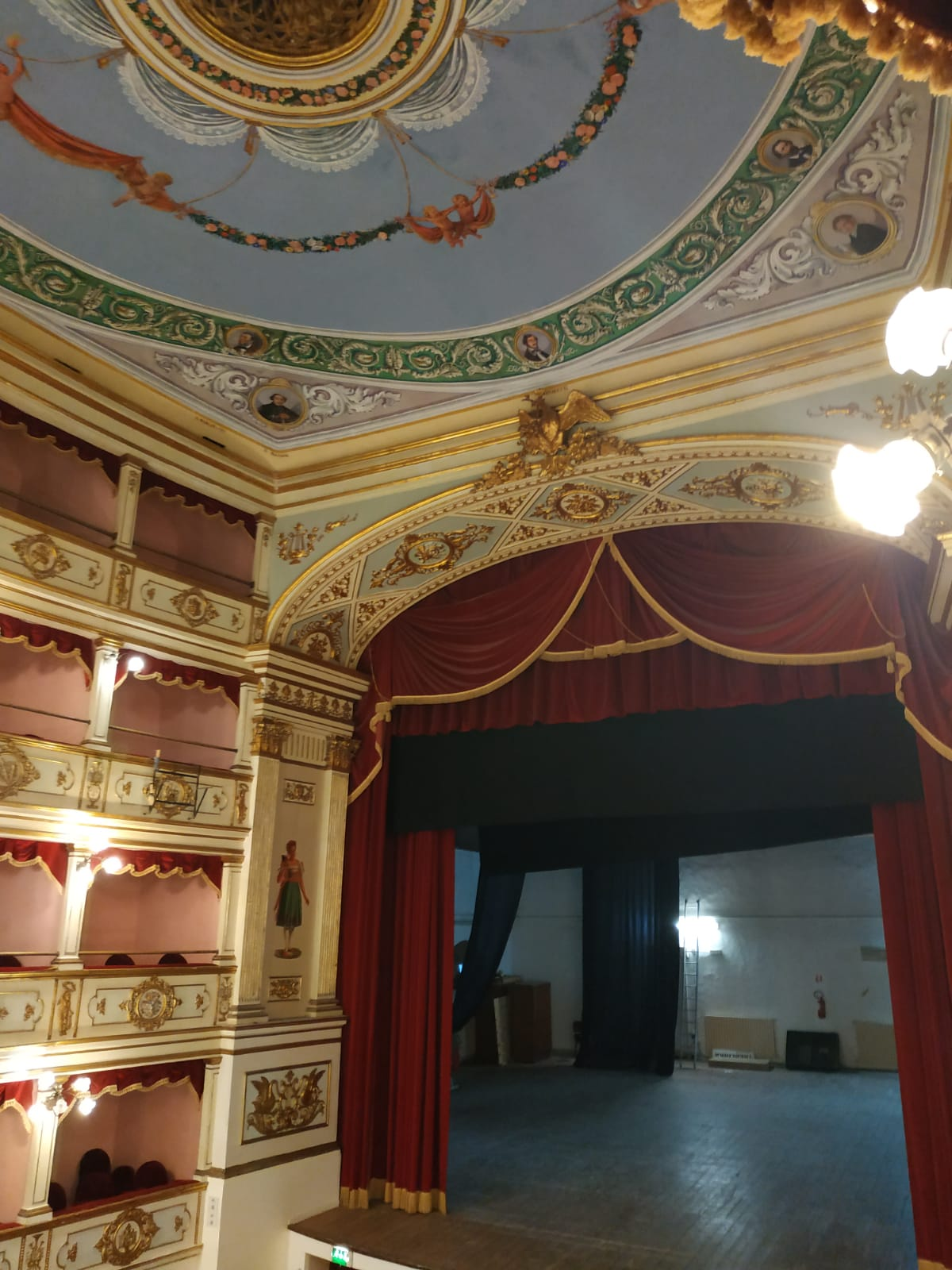
Interno del teatro comunale di Vittoria

Attualmente il comune di Ragusa sta ristrutturando l'antico Teatro della Concordia, che fu costruito a spese delle quattordici famiglie più ricche della città, ed inaugurato il 15 agosto del 1844, venne denominato teatro della concordia in omaggio all'accordo raggiunto dalle famiglie che lo sovvenzionarono; nel 2007 è stato acquistato dal comune.
In città sono presenti:
- Teatro Concordia
- Teatro Donnafugata
- Teatro Tenda
- Cine Teatro Duemila
- Cine Teatro Don Bosco
- Cineplex Ragusa
- Cinema Lumiere
- Cinema La Licata
- Sala multiuso Ex-Ideal
- Sala Falcone Borsellino

Inoltre nel territorio del Libero consorzio comunale di Ragusa è ubicato il Teatro comunale Vittoria Colonna, il teatro dell'opera della città di Vittoria. È definito un gioiello del neoclassicismo. Nel 2005 è stato dichiarato "Monumento Portatore di una cultura di Pace" da parte dell'UNESCO.

## Cucina

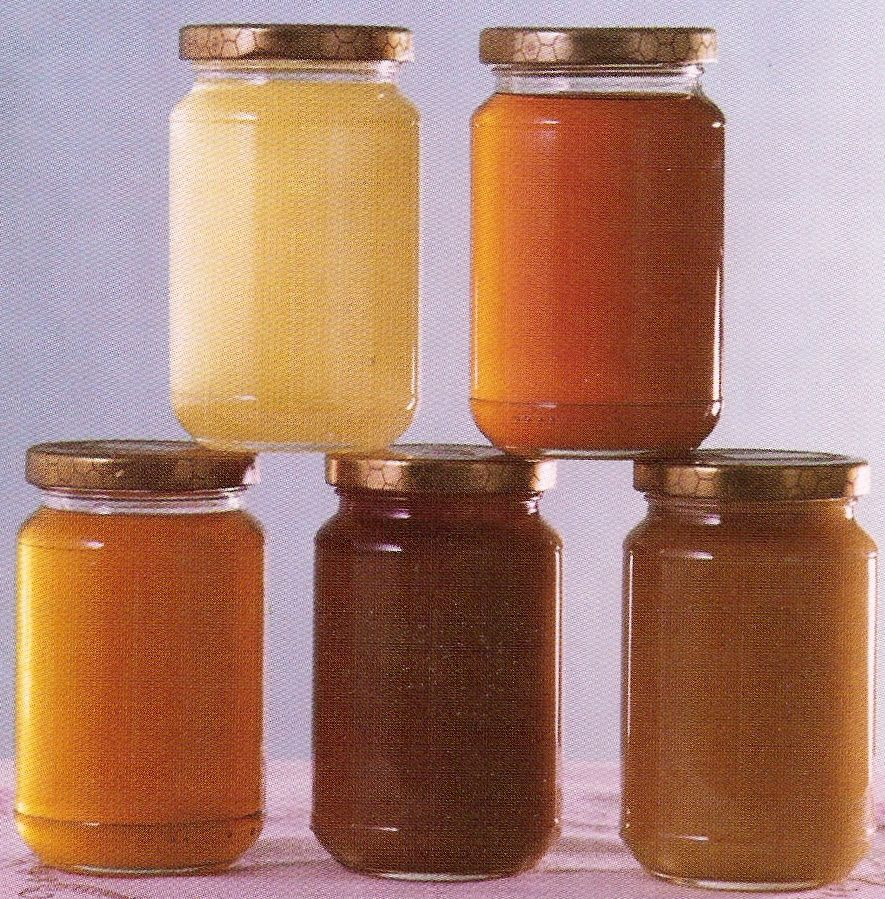
Vari tipi di miele ibleo

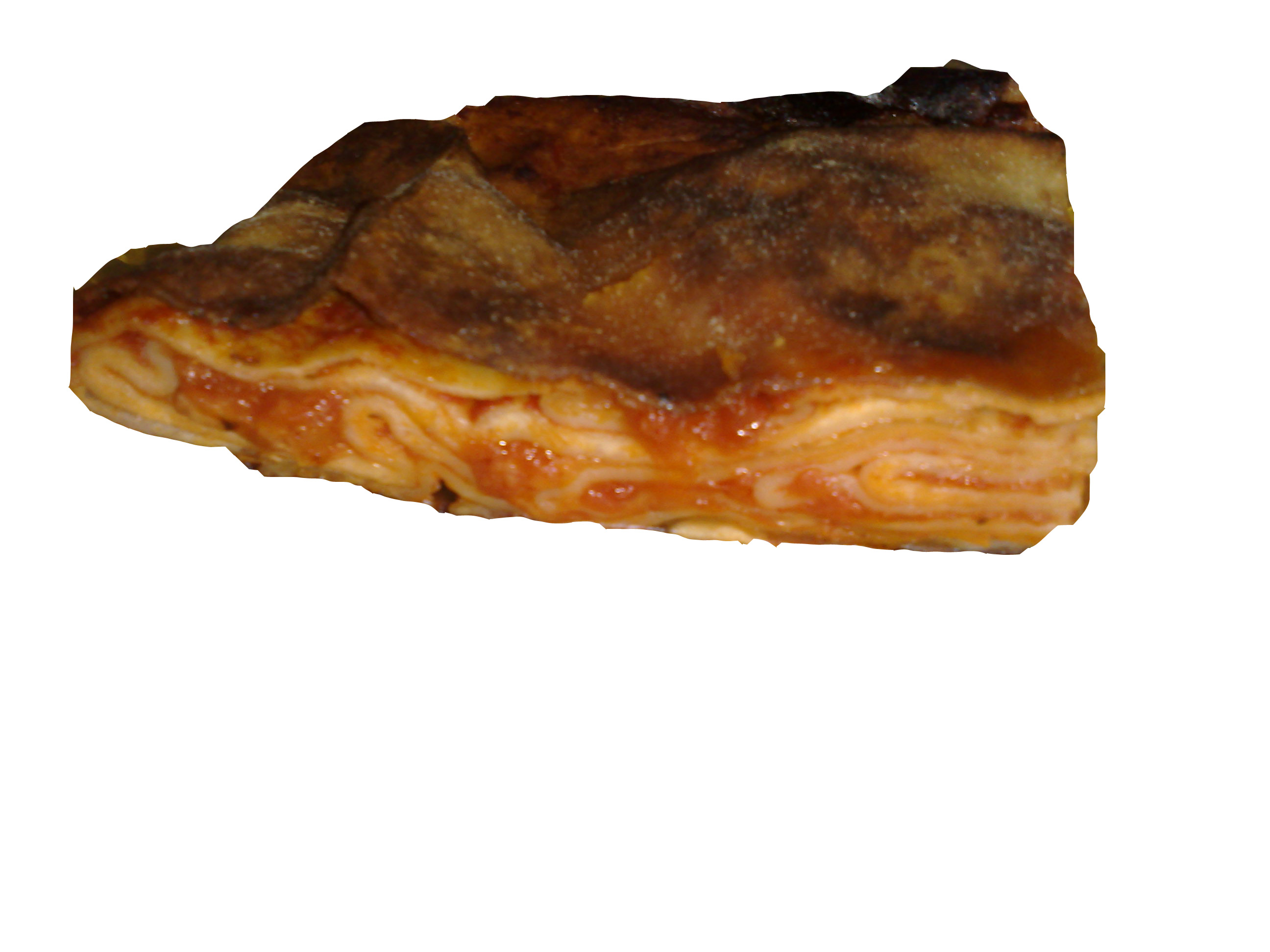
Scaccia

Il Ragusano detiene il primato regionale per i prodotti agroalimentari tipici d'eccellenza tutelati dall'Unione europea, inoltre Ragusa è tra i primi trenta comuni italiani per l'enogastronomia di qualità. Il noto ristorante Duomo premiato con due stelle, è fra i primi dieci d'Italia secondo la guida Michelin. Invece l'antica pasticceria Di Pasquale possiede i tre chicchi e tre tazzine, massimo riconoscimento per la guida del Gambero Rosso per i bar d'Italia, titolo di cui possono fregiarsi solo diciannove bar sul territorio nazionale. Lo stesso Catone lodò nei suoi scritti la cucina ragusana, in particolare un dolce, le cassateddi, ovvero una specie di crostata di ricotta dolce, all'aroma di cannella, inoltre molti poeti hanno celebrato il famoso miele ibleo. Ragusa rispetto alla tradizionale cucina siciliana, non presenta molti piatti a base di pesce, ma è ricca di molteplici sapori e trae la sua origine dalle tradizioni del mondo contadino; i piatti ricchi e sostanziosi vengono presentati in maniera del tutto semplice, senza nessun tipo di ornamento. Di notevole rilevanza gli allevamenti zootecnici e le produzioni dei diversi cereali, fanno sì che la cucina ragusana sia ricca di carni, formaggi, legumi e farinacei. Tra la produzione di formaggi, si cita il Caciocavallo Ragusano, a marchio DOP, consumato anche a livello internazionale.
| Antipasti e formaggi | Primi piatti | Secondi | Dolci |
| --- | --- | --- | --- |
| - Caciocavallo Ragusano DOP - Provola ragusana - Ricotta iblea - Tuma - Scaccia - 'nfigghiulati - Tomasino - Sfinciuni ragusano - Ciappi di pomodoro - Capuliato | - Cavatelli - Causanedda - Maccarruna alla Ciazzisa (Maccheroni alla piazzese) con ragù - Cavati e i ravioli di ricotta conditi con sugo di maiale - Macco - Manichi i' fauci - Pizziliatieddi | - Trippa alla ragusana - Bollito di vitellone - 'mpanata - Sfuogghiu - Aggrassatu - Salsiccia di maiale - Costata di maiale ripiena - Gelatina di maiale - Turciniuna - Pignoccata - Jaddina cu' u cino (Gallina ripiena) - Coniglio a' pattuisa - Coniglio a' stimpirata - Anguilla a' stimpirata | - Biancomangiare - Mostarda siciliana - Cassatella - 'mpagnuccata - Cuddureddi - Ravioli di ricotta fritti (dolci) - Cioccolato di Modica - 'Mpanatigghi di Modica - Torta Savoia - Crostata di foglie di ragusano - Cotognata |

## Eventi
Il Ragusano ospita vari eventi e manifestazioni internazionali. Alcune di esse sono le seguenti:
- IBLA Grand Prize

La Fondazione IBLA di New York, organizza a Ragusa un concorso annuale per cantanti, musicisti, compositori, pianisti, che si tiene ogni estate tra l'ultima settimana di giugno e la prima settimana di luglio. Gli artisti provengono in particolare dalla Cina, Russia e dagli USA, essi alla fine vengono premiati da una giuria internazionale. Ogni concorrente ha un giorno specifico durante il concorso, perciò il programma è molto vario. I vincitori vengono presentati alla Carnegie Hall di New York, alla Tokyo Opera City Hall e al Bolshoi di Mosca. Durante lo svolgimento dell'IBLA Grand Prize, oltre a concerti aperti al pubblico, viene anche offerta la possibilità ai concorrenti di partecipare ai Master Classes tenuti da una commissione di illustri musicisti membri della Giuria Internazionale.
- Ibla Buskers

Appuntamento che si svolte da quattordici anni nelle prime settimane di ottobre, è il più importante dell'Italia meridionale per il suo genere, rappresenta la festa per eccellenza degli artisti di strada detti anche Buskers. Giocolieri, illusionisti, cantastorie, trapezisti e musicisti vengono per quattro giorni a Ragusa Ibla da ogni parte del mondo per mostrare a tutti le loro abilità. Tantissima gente viene ad assistere a questa festa dove la strada è il palco degli artisti, dove la magia del barocco si fonde con i giochi dei trapezisti e con i sorrisi dei clown.
- Artincontro

Rassegna di musica, poesia, pittura e scultura un appuntamento che si svolge a Ragusa nella seconda settimana di dicembre, è una manifestazione per la promozione di giovani artisti locali, alcuni dei quali alla prima esperienza espositiva, organizzata dall'associazione culturale "Officina 90".
- Iblamed

Festival Medievale di Ragusa, inteso a ricostruire gli usi e costumi dell'antica Ibla medievale, è composto da una serie di spettacoli, ma anche da tantissime conferenze a sfondo culturale.
- Festival Organistico Internazionale

Rassegna che si svolge nel periodo tra i mesi di novembre e dicembre, mirata a valorizzare il notevole patrimonio organario e i numerosi organi delle numerose chiese di Ragusa, che vanta una tradizione secolare dell'arte organaria. Scenario della più bella musica organistica sono le chiese barocche, quasi tutte dotate di organo. Per circa sei serate si esibiscono i più noti organisti italiani e stranieri spesso accompagnati da strumentisti o cantanti lirici.
- Stagione Concertistica Internazionale Melodica

La stagione concertistica è attiva dal 1995 e comprende una serie di concerti di musica classica che si tengono nell'Auditorium della Camera di Commercio di Ragusa da novembre a maggio di ogni anno. Le esibizioni sono molto varie: recital solistici, concerti di musica da camera, concerti lirici, concerti di musica e poesia e concerti con orchestre. Gli artisti invitati in Melodica sono concertisti di fama nazionale ed internazionale, oltre che docenti presso Conservatori e Accademie di Musica, e non si esibiscono soltanto negli apprezzati concerti serali ma tengono anche lezioni-concerto per gli studenti delle scuole ragusane.
- Festival ibleo del jazz

È una manifestazione alla quale partecipano jazzisti provenienti da diversi paesi del mondo, dura circa una settimana e si svolge a Ragusa Ibla presso la Sala Falcone-Borsellino.
- CheeseArt

Biennale di Cultura e Scienza delle Tradizioni Casearie e Agro-Alimentari del Mediterraneo, una manifestazione di tre giorni con convegni, dibattiti, degustazioni e laboratori, promossa dal CoRFiLaC (Consorzio per la Ricerca della Filiera Lattiero-Casearia che opera a livello regionale) di Ragusa. L'evento internazionale si tiene in prestigiosi luoghi come il Castello di Donnafugata o la Cacioteca regionale di Ragusa.
- Addio all'estate

Si tiene il secondo sabato di settembre, è una festa per dare un tradizionale saluto alla stagione estiva. Si svolge a Marina di Ragusa dove per due giorni la cultura e la cucina tradizionale rappresentano un richiamo sia per i ragusani che per numerosi turisti. Nella località balneare è possibile visitare mostre fotografiche e di antiquariato, ed assistere a sfilate d'auto d'epoca e a manifestazioni ricreative di ogni genere. La domenica, a conclusione della serata, gli spettatori vengono intrattenuti, presso un molo, con una suggestiva gara di fuochi d'artificio che ha come cornice naturale il mare, offrendo così uno spettacolo di luci davvero suggestivo.
- Estate Iblea

Nel periodo che va da luglio a settembre l'estate viene animata da una rassegna di spettacoli di vario genere che vedono come protagonisti numerose iniziative di Teatro, musica classica e leggera e balletto. La partecipazione di grandi Compagnie teatrali e di ballo dà vita a spettacoli di particolare rilevanza artistica, che vedono come scenario teatrale le località turistiche della città quali: Marina di Ragusa, Ragusa, Ibla e San Giacomo.
- Evento Culturale-Accademia delle Prefi

È una manifestazione d'arte che si svolge a Ragusa nella prima decade di agosto. L'evento, sotto diverse sfaccettature, mira a promuovere artisti locali sottolineandone il talento e la sensibilità artistica.
- Rally del Barocco Ibleo

La competizione motoristica (nata nel 1999) si svolge a fine aprile nello spettacolare paesaggio di Ragusa ed è inoltre valevole per il Challenge di Zona della Coppa Italia.
- Motoraduno dei Monti Iblei

Il Moto Club Touring di Ragusa organizza l'evento sportivo-culturale, che ogni agosto coinvolge i veri appassionati di mototurismo, provenienti dall'Italia e dal mondo. La manifestazione prevede due itinerari paralleli, uno enogastronomico l'altro artistico-culturale. Il punto di ritrovo è itinerante.
- Salita dei Monti Iblei

Competizione automobilistica nata nel 1951 che si tiene ogni anno a Chiaramonte Gulfi. È una cronoscalata ed è valida per il Trofeo italiano velocità montagna-sud.
- ChocoModica

È il festival del Cioccolato di Modica. Si svolge nella città iblea durante il primo fine settimana di dicembre e dura quattro giorni. La manifestazione ha luogo nel centro storico modicano e celebra questa eccellenza che si fregia del marchio IGP, con una serie di degustazioni e mostre con musica, libri e visite guidate ai monumenti più importanti.
- Sagra della Cipolla di Giarratana

La manifestazione si svolge annualmente dal 1980 nel piccolo centro ibleo dove è florida la produzione della nota cipolla. Questa eccellenza è inserita nella lista dei prodotti agroalimentari tradizionali italiani (P.A.T.) del Ministero delle politiche agricole alimentari e forestali (Mipaaf). La Sagra si svolge ad agosto ed attrae molteplici appassionati di sapori tipici. Durante i giorni della festa le cipolle, abbinate a vino ed olio locale, vengono preparate e servite in vari modi: cotte, crude, in maniera dolce o salata, in marmellata, in focacce tipiche con formaggio e pomodoro, etc. Viene inoltre premiata la cipolla più grande, che può superare anche i 3kg.
- Sagra del Pane a Monterosso Almo

Nota per le sue colture di origano, la cittadina iblea, facente parte del circuito dei borghi più belli d'Italia, organizza ad agosto la Sagra del Pane, dal 1989. Una festa di paese dedicata ai sapori, alla genuinità del pane casereccio e ad altri prodotti tipici locali come olio e vino, che attirano numerosi turisti e appassionati. Molto apprezzato il classico "scacciuni" condito con olio, origano, formaggio pecorino e capuliato. Durante la manifestazione si tiene anche una sfilata di Carretti siciliani.
- Sagra dei "Cavatieddi" a Monterosso Almo

La sagra si svolge anch'essa dal 1989, ogni anno, il terzo sabato dopo Pasqua. La manifestazione, che ha luogo a partire dalle ore 19,00, in piazza Sant'Antonio è organizzata dal Comitato dei festeggiamenti in onore di Maria Santissima Addolorata. I "cavatieddi muntirussani" sono gnocchetti di pasta conditi con sugo di maiale, preparati a mano da esperte massaie del quartiere Matrice e sono accompagnati da vino rosso locale. Inoltre è possibile degustare una vasta gamma di dolci (anche questi preparati secondo le antiche ricette) come le crispelle (frittelle), i cannoli con ricotta, a "giuggiulena" e molte altre specialità.
- Olio e Nons'Olio a Chiaramonte Gulfi

La manifestazione si svolge annualmente dal 2017 e celebra “l’oro verde” con convegni e varie degustazioni. Vi è un'ampia area dove si trovano piatti della tradizione che hanno come filo conduttore l’Olio DOP dei Monti Iblei.